# Гімн ФІФА
Гімн ФІФА — мелодія без слів німецького композитора Франца Ламберта, написана в 1994 році і прийнята того ж року як офіційний гімн ФІФА. Вона була вперше виконана під час чемпіонату світу в 1994 році.
Гімн ніколи не був для продажу, в цифровому вигляді або на диску. Грає перед усіма офіційними матчами під егідою ФІФА (наприклад, чемпіонат світу чи Кубок конфедерацій), а також у міжнародних товариських матчах. Як правило, гімн грає під час церемонії виходу команд і суддів на поле.